# Melaniparus griseiventris
Melaniparus griseiventris é uma espécie de ave da família Paridae.
Pode ser encontrada nos seguintes países: Angola, República Democrática do Congo, Malawi, Moçambique, Tanzânia, Zâmbia e Zimbabwe.
Os seus habitats naturais são: florestas secas tropicais ou subtropicais.